# Sony Ericsson Xperia X10 mini pro
Sony Ericsson Xperia X10 mini pro (U20i) — смартфон фирмы Sony Ericsson на платформе Google Android в корпусе типа «боковой слайдер», анонсированный 14 февраля 2010 года. Отличается от младшей модели наличием выдвижной QWERTY-клавиатуры.
В России поступил в продажу 4 июня 2010 года.

## Описание
- Экран: сенсорный проекционно-ёмкостной, диагональю 2,55" и разрешением 320x240 пикселей (QVGA)
- Процессор: одноядерный Qualcomm MSM7227 (600 MHz; архитектура ARMv6)
- Видеоускоритель: Adreno 200
- Встроенная память: 512 МБ
- Камера: 5 Мп (макс. разрешение 2592x1944), автофокус, вспышка, геометки
- GPRS, EDGE, Wi-Fi, Bluetooth, поддержка DLNA, ANT+

Имеется 3,5-мм разъём для наушников.  Аккумулятор (в отличие от модели Xperia X10 mini), как и задняя панель — съёмные.
Аппарат базируется на операционной системе Android версии 1.6 Donut (с ноября 2010 года доступно обновление до версии 2.1 Eclair).
На фоне прочих смартфонов выделяется компактными размерами: 83x50x17 мм (всего на 1 мм толще, чем версия без клавиатуры).